# Кадырьинская ГЭС
Кадырьинская ГЭС (ГЭС-3, Кадыринская ГЭС) — гидроэлектростанция в Узбекистане, у п.Кадырья Кибрайского района Ташкентской области. Расположена на отходящем от реки Чирчик ирригационном канале Бозсу, входит в Чирчик-Бозсуйский каскад ГЭС, группа Кадырьинских ГЭС. Вторая по времени строительства гидроэлектростанция Узбекистана, введена в эксплуатацию в 1933 году в соответствии с планом ГОЭЛРО. Собственник станции — АО «Узбекгидроэнерго».

## Конструкция станции
Бозсуйская ГЭС является деривационной гидроэлектростанцией с безнапорной подводящей деривацией в виде канала. Установленная мощность электростанции — 15,34 МВт, среднегодовая выработка электроэнергии — 124,4 млн кВт·ч. Сооружения станции включают в себя:
- Водозаборное сооружение на канале Бозсу;
- Деривационый канал;
- Водоприёмник нового здания ГЭС;
- Двухниточный напорный водовод нового здания ГЭС;
- Отводящий канал нового здания ГЭС;
- Новое здание ГЭС;
- Холостой водосброс;
- Водоприёмник с напорным бассейном старого здания ГЭС;
- Двухниточный напорный водовод старого здания ГЭС;
- Старое здание ГЭС;
- Отводящий канал старого здания ГЭС.

В новом здании ГЭС смонтированы два вертикальных гидроагрегата. В старом здании ГЭС, выведенном из эксплуатации, установлены четыре гидроагрегата мощностью по 3,3 МВт. Гидроагрегаты оборудованы радиально-осевыми турбинами, работающими на расчётном напоре 36,5 м, расчётный расход 12,5 м³/с, диаметр рабочего колеса 1,4 м. Гидротурбины изготовлены московским заводом им. Калинина. В энергосистему электроэнергия передаётся с распределительного устройства напряжением 35 кВ.

## История
Первая электростанция Узбекистана, Бозсуйская ГЭС, была пущена в 1926 году, но ее мощностей было недостаточно и уже в 1927 году был поднят вопрос о сооружении новой, более мощной электростанции для энергоснабжения Ташкента. Проект станции разрабатывался в 1928—1929 годах в соответствии с планом ГОЭЛРО, строительство станции было санкционировано Советом труда и обороны 12 марта 1930 года и началось в 5 апреля того же года. Строительство станции велось Управлением «Кадырьястрой». В январе 1932 года были введены в работу водозаборное сооружение, деривационный канал, холостой водосброс и напорный бассейн. Пуск первых двух гидроагрегатов Кадырьинской ГЭС состоялся 2 мая 1933 года, в этом же году станция была выведена на полную мощность. Интересной особенностью станции являлась конструкция напорных трубопроводов, которые были частично изготовлены из металла, а частично — из дерева.
В 2017-2020 годах была проведена модернизация станции, предусматривающая строительство левее существующих сооружений нового здания ГЭС (2 гидроагрегата) с водоприёмником, двумя напорными трубопроводами и отводящим каналом. Новые сооружения подключены к существующему деривационному каналу. После модернизации мощность станции увеличилась с 13,2 МВт до 15,34 МВт, среднегодовая выработка электроэнергии — с 112 млн кВт·ч до 124,4 млн кВт·ч. Проект реализован за счёт кредита Эксимбанка Китая, а также собственных средств «Узбекгидроэнерго». Общая стоимость проекта оценивается в $27,6 млн, работы были завершены в июле 2020 года. Старое здание ГЭС было выведено из эксплуатации и превращено в музей.